# 室戸警察署
室戸警察署（むろとけいさつしょ）は、高知県警察が管轄する警察署の一つ。

## 所在地
- 高知県室戸市室戸岬町5523番地1

## 管轄区域
- 室戸市
- 安芸郡東洋町

## 沿革
- 1878年(明治11年)6月5日：田野警察署室津分署を設置[1]。
- 1881年(明治14年)1月1日：田野警察署室津交番所に降格[1]。
- 1883年(明治16年)8月3日：田野警察署が安芸警察署に吸収され、安芸警察署田野分署室津交番所となる[1]。
- 1913年(大正2年)7月：安芸警察署室戸分署に昇格[1]。
- 1926年(大正15年)7月：室戸警察署に昇格[1]。
- 1948年(昭和23年)2月1日：国家地方警察高知県本部に移管され、国家地方警察高知県芸東地区警察署に改称[1]。
- 1952年(昭和27年)1月1日：国家地方警察高知県室戸地区警察署に改称[1]。
- 1954年(昭和29年)7月1日：高知県警察に移管され、高知県室戸警察署に改称[1]

## 組織
- 警務課
- 会計庶務課
- 刑事生活安全課
- 地域課
- 交通課
- 警備課

## 駐在所
- 室戸市
  - 佐喜浜駐在所
  - 吉良川駐在所
  - 羽根駐在所
- 東洋町
  - 甲浦駐在所
  - 野根駐在所